# Ґіорґі Арабулі
Георгій Арабулі (нар. 7 березня 1991) — грузинський поет, режисер.

## Біографія
Народився у 1991 році, вивчав режисуру в Державному університеті кіно і театру імені Шота Руставелі. Батьківщина — гірська область Хеврусеті. Першу книгу автора, поетичну збірку «Вирушити в дорогу», видало у 2012 році видавництво «Інтелекті». «Безумство молодості, любов до батьківщини і рідного краю», — пише у передмові поетеса Діана Анфіміаді. — «Малі етнографічні нотатки, сучасна поезія у найкращому значенні цього слова, пошук самого себе і Бога».
Арабулі у 2013 році став головним режисером театру Душеті, у 2016 році отримав нагороду Цинандалі у категорії «поезія».